# 해쭈
해쭈(고해주, 1992년 4월 7일)는 한국계 호주인 유튜브 크리에이터이다.

## 개요
해쭈는 한국계 호주인 유튜브 크리에이터로 2018년 12월 11일 <'O Holy Night' by 우리가좍!> 을 첫 영상을 게시했다. 2018년 12월 4일 <집에 혼자 있을 때 [when you are home alone]>을 업로드 하면서부터 본격적인 유튜버 활동을 시작한다. 이 영상으로 과장 고민식, 뷰티유튜버 쭈쭈라는 변명을 얻게 된다. 해쭈는 호주 골드코스트에 거주하며 개그, 일상, 먹방, 브이로그, 요리, 라이브 등의 콘텐츠를 일주일에 두 번 업로드한다. 

## 특징
-해쭈는 한국에서 태어나고 자랐으며 19세에 가족과 호주로 이민을 갔다. 이민 후 1년은 비자문제로 인해 고등학교 과정을 밟지 못했다. 호주에서 고등학교를 졸업한 후 1~2년 일하고 26살에 대학에 진학했다. 
-소꿉친구인 햄튜브의 유튜브에 등장하며 햄튜브의 구독자들인 햄구들에게 인기를 얻었고 유튜버로 활동해달라는 요청이 쇄도하여 2018년 12월에 자신의 유튜브를 개설하여 유튜버로 데뷔했다. 
-해쭈 채널의 방향성과 원하는 색깔은 '순수한 웃음 창작 공간'이라고 한다. 보는 이들에게 퓨어한 웃음을 주고 싶다는 뜻을 밝혔다.  

## 가족
| 관계   | 성함   | 별명               |
| ------ | ------ | ------------------ |
| 배우자 | 이호재 | 쁘큐보이, 코딱보이 |
| 아버지 | 고광덕 | 광덕킹덤           |
| 어머니 | 이미영 | 디자이너 리        |
| 오빠   | 고현규 | 아빠가 된 일진짱   |
| 여동생 | 고해수 | 고쿠라치           |
| 여동생 | 고해은 | 조앤               |

또한 오빠 고현규의 딸인 첫째 조카 Kaia(카야)와 둘째 조카 Lani(라니), 그리고 반려묘 새삼이(sesame)가 있다.
가족 모두 독특한 개성이 흘러넘쳐 해쭈의 가족이 나오는 영상은 웃음이 끊이질 않는다. 매년 업로드 되는 가족들의 생일 파티 영상 콘텐츠는 특유의 유쾌함, 사랑스러움, 화목함으로 쭈친들에게 많은 사랑을 받고 있다. 또한 해쭈의 자매인 고쿠라치, 조앤과 함께 하는 영상은 브이로그 중에서도 높은 조회수를 기록하고 있다.  
-남편 쁘큐보이와는 처음 교회에서 만났고, 본인이 먼저 다가갔다고 한다. 그 결과 연인이 되었고, 결혼을 통해 부부가 되었다.

## 콘텐츠

### 해쭈의 고매요리(2019/06/13~)
해쭈가 요리하는 콘텐츠로, <고매요리>는 '미식가, 식도락가'를 뜻하는 'gourmet'를 의미하는 동시에 '고해주가 요리하는 야매요리'의 줄임말이기도 하다. 
| 업로드 날짜  | 제목                                                                                                | 링크 |
| ------------ | --------------------------------------------------------------------------------------------------- | ---- |
| 2019. 11. 20 | [고매요리] 🌶인터내셔널 엽기 떡볶이 만들어먹기!                                                      |      |
| 2021. 6. 9   | [고매요리] 베트남 라이스 페이퍼 떡볶이 (feat. 라이스 페이퍼로 넓적 당면 만들기)                     |      |
| 2020. 11. 11 | [고매요리] 세상에서 가장 귀여운 게스트와 함께 엄마표 마약김밥 만들기!                               |      |
| 2019. 9. 3   | [고매요리] 마라 처돌이 잠깐 이리와봐요...사천의 매운맛! 🔥중국 당면 잔뜩 넣고 마라탕 만들어 먹기!🔥 |      |
| 2021. 10. 24 | [고매요리] 한국에서 먹고 눈물 흘린 마제소바! 집에 있는 재료로 만들어먹기 🍜                         |      |

### 먹는 브이로그 (2019/10/20~)
먹는 브이로그로 해쭈의 인기있는 영상 콘텐츠 중 하나이다.
| 업로드 날짜  | 제목                                                                                              | 링크 |
| ------------ | ------------------------------------------------------------------------------------------------- | ---- |
| 2020. 10. 13 | [먹는브이로그] 요즘 자꾸 남편꺼 뺏어먹고 혼자 살쪘냐고 물어보는데 네 맞습니다. 환상의 먹방모음집! | [1]  |
| 2021. 3. 8   | [먹는 브이로그] 도대체 왜 몸무게가 늘었는지 이해할수 없었지만 편집하다보니 납득이 가버렸다        | [2]  |
| 2019. 10. 20 | [먹는브이로그] 이걸 내가 다 먹었다고? 모음집                                                      | [3]  |
| 2019. 9. 18  | [먹는브이로그] 뭐가 그렇게 맛있었냐 모음집                                                        | [4]  |
| 2019. 12. 8  | [먹는 브이로그] 그만 먹는 거, 그거 어떻게 하는건데                                                | [5]  |

### 혼밥집밥 (2020/01/04~)
해쭈의 혼밥집밥. 먹방 브이로그는 외식, 배달 음식을 먹는 영상이라면 혼밥집밥은 요리를 좋아하는 해쭈가 집에서 스스로 요리를 해 만들어 먹는 영상이다. 혼자 집에서 밥을 먹는 영상 모음이기도 하다. 번외로 해쭈의 남편인 쁘큐보이가 일주일 동안 집밥을 해주는 영상 콘텐츠도 있다.
| 업로드 날짜 | 제목                                                                                      | 링크 |
| ----------- | ----------------------------------------------------------------------------------------- | ---- |
| 2020. 5. 5  | 🏠일주일 동안 왕처럼 집밥 차려 '받는' 먹방 브이로그 에헴 🍚                               | [1]  |
| 2021. 4. 14 | 혼밥집밥기록#4 (feat.오므라이스,라면,로제떡볶이,치즈핫도그,소고기덮밥,마라잡탕라면 등)    | [2]  |
| 2020. 1. 4  | 🏠혼밥집밥 기록 (feat.치킨마요,잉글리쉬 브렉퍼스트,커리,오레오아이스크림,돼지김치찌개 등) | [3]  |
| 2022. 3. 19 | 고독한 혼밥 기록 (feat. 한인마트표 방촌떡볶이, 어묵탕, 칠리오일누들 등)                   | [4]  |
| 2021. 1. 4  | 혼밥집밥기록#3(feat.베이글햄치즈에그샌드위치,치킨,커리,크림새우야채파스타,녹차라떼 등)    | [5]  |

### VLOG (2019/03/11~)
해쭈의 호주, 한국에서의 VLOG
| 업로드 날짜  | 제목                                                        | 링크 |
| ------------ | ----------------------------------------------------------- | ---- |
| 2020. 2. 21  | [VLOG] 제주도 신혼여행인 척하는 4박 5일 동안 먹는 브이로그! | [1]  |
| 2019. 10. 24 | [VLOG]동생과 24시간(?) 보내기🐱[+고해수 Q&A]                | [2]  |
| 2020. 11. 22 | [VLOG] 호주 코스트코 탈탈 털어오는 브이로그                 | [3]  |
| 2021. 1. 23  | [VLOG] 동생이 맛있는 거 해준다길래 냉큼 다녀온 브이로그 🍝  | [4]  |
| 2019. 6. 17  | [VLOG] 현실자매 배꼽가출한 날 (아직도 못찾음)               | [5]  |

### 라이브 하이라이트 (2019/10/22~)
해쭈의 유튜브 라이브 방송 하이라이트를 편집하여 업로드한다.
| 업로드 날짜  | 제목                                                      | 링크 |
| ------------ | --------------------------------------------------------- | ---- |
| 2019. 11. 24 | 철저히 비지니스 적 관계의 쇼윈도우 부부                   | [1]  |
| 2021. 7. 10  | 너무 많은 것을 닮아버린 사람 쁘큐보이                     | [2]  |
| 2019. 11. 10 | [10만기념 라이브] 스페셜 게스트(?)와 함께한 불타는 Q&A 🔥 | [3]  |
| 2021. 6. 15  | 염색하고 온날 호주 기차에서 일어난 기이한 일들            | [4]  |
| 2020. 1. 8   | 일본 수학 여행에서 있었던 소름끼치는 실화 (무서움주의)    | [5]  |

### 해쭈 세계관 이해를 위한 단편집(2018/12/14~)
해쭈 세계관 이해를 위한 단편영상이다. 이 영상 콘텐츠들을 통해 쭈친에게 사랑받는 캐릭터 뷰티유튜버 쭈쭈, 과장 고민식이 탄생했다.
| 업로드 날짜  | 제목                                            | 링크 |
| ------------ | ----------------------------------------------- | ---- |
| 2019. 4. 11  | 혼자보기 아까워 만든 불여우들 호주여행 짜투리컷 | [1]  |
| 2019. 1. 17  | 아싸!퇴사당!!!! 퇴사 전 직장인의 자세           | [2]  |
| 2018. 12. 14 | 집에 혼자 있을 때 [when you are home alone]     | [3]  |
| 2021. 3. 3   | [단편시리즈] 위기의 중년, 민식씨                | [4]  |
| 2019. 6. 4   | 앙큼한 연애 변화과정                            | [5]  |